# Indeks lotności
Indeks lotności (VLI) – parametr benzyny, informujący o lotności paliwa, określający zawartość lekkich składników (węglowodory o liczbie atomów węgla od 5 do 7) w paliwie. 
Indeks lotności wpływa na łatwość rozruchu silnika (im większy, tym łatwiejszy rozruch), skłonności paliwa do tworzenia korków parowych w układzie zasilania oraz podatności na naturalne ubytki w czasie transportu i przechowywania.
Indeks lotności określa się w badaniach laboratoryjnych jako 
VLI = 10VP + 7 E70, gdzie 
VP to prężność par benzyny oznaczona metodą Reida (wyrażona w kPa)
E70 – ilość benzyny oddestylowująca do temp. 70°C, (%V/V)
W Polsce sposób wykonania badania określa Polska Norma PN-EN 228.